# 迪赫蒂夫
50°45′28″N 24°13′41″E / 50.75778°N 24.22806°E
迪赫蒂夫（烏克蘭語：Дігтів），是烏克蘭西部沃倫州沃洛德米爾區沃伦州沃洛德米尔市镇的村落。始建於1570年，面積1.25平方公里，海拔高度232米，2001年人口341，人口密度每平方公里273.46人。